# Dezintegrare beta
Dezintegrarea beta (β)  este un tip de dezintegrare radioactivă, în urma căreia un nucleu atomic emite particule beta (electroni sau pozitroni). În ambele cazuri, produsul de dezintegrare este izobar cu nucleul părinte, aparținând fie elementului anterior (la dezintegrarea β+), fie celui ulterior (la dezintegrarea β−) acestuia. Un al treilea tip de dezintegrare beta este constituit de către captura electronică.

## Dezintegrarea β−
{\displaystyle {}_{0}^{1}\mathrm {n} \to {}_{1}^{1}\mathrm {p} +\mathrm {e} ^{-}+{\overline {\nu }}_{e}}
În acest tip de dezintegrare, un quarc down, ce intra în componența unui neutron, se transformă într-un quarc up (rezultatul fiind transformarea neutronului în proton) și un bosson virtual W- ,acesta din urmă se descompune într-un  electron și un antineutrino. Într-un atom, reacția decurge:
{\displaystyle {}_{Z}^{A}\mathrm {X} \to {}_{Z+1}^{A}\mathrm {Y} +\mathrm {e} ^{-}\mathrm {+} {\overline {\nu }}_{e}} .
Un exemplu ar fi: 
{\displaystyle {}_{87}^{223}\mathrm {Fr} \to {}_{88}^{223}\mathrm {Ra} +\mathrm {e} ^{-}+{\overline {\nu }}_{e}}.

## Dezintegrarea β+
{\displaystyle {}_{1}^{1}\mathrm {p} \to {}_{0}^{1}\mathrm {n} +\mathrm {e} ^{+}+\nu _{e}} :
În acest tip de dezintegrare, un proton este iradiat cu o cuanta de energie, astfel încât este transformat într-un neutron (un quarc up ce intră în alcatuirea protonului se transformă într-un quarc down), și un boson W+ ce se descompune ulterior într-un pozitron și un neutrino. Într-un atom, reacția decurge:
{\displaystyle {}_{Z}^{A}\mathrm {X} \to {}_{Z-1}^{A}\mathrm {Y} +\mathrm {e} ^{+}+\nu _{e}} .
Un exemplu ar fi:
{\displaystyle {}_{19}^{40}\mathrm {K} \to {}_{18}^{40}\mathrm {Ar} +\mathrm {e} ^{+}+\nu _{e}}.
Reacțiile beta+ au loc doar în nucleele artificial radioactive, unde energia nucleului atomului inițial este mai mică decât energia nucleelor atomilor rezultați. Ele nu au loc spontan în natură, întrucât, pentru a avea loc, ar avea nevoie de o cuanta de energie inițială.

## Interacțiunea cu materia

### Interacțiunea cu organismele
Atomii radioactivi, emițători de particule beta, precum 90Sr, pot cauza diferite forme de cancer.

## Utilizări
Radiațiile beta sunt folosite pentru a trata cancerul de ochi sau de oase și sunt folosite și la trasoare. Strontiu-90 este un material întâlnit la producerea particulelor beta, care se folosesc la rândul lor la testarea calității hârtiei.

## Istoric
Fizicianul Ernest Rutherford a descoperit că in timpul dezintegrarii radioactive a unor nuclee radioactive se emit și radiații care sunt deviate in câmp electric sau
magnetic. Aceste radiatii sunt alcatuite deci din particule
cu sarcina electrică. Ele au fost numite radiatii alfa si radiatii beta.